# Gymnadenia nigra
Cẩm nha Thuỵ Điển (danh pháp hai phần: Gymnadenia nigra) là một loài thực vật có hoa trong họ Lan. Loài này được (L.) Rchb.f. mô tả khoa học đầu tiên năm 1856.

## Hình ảnh

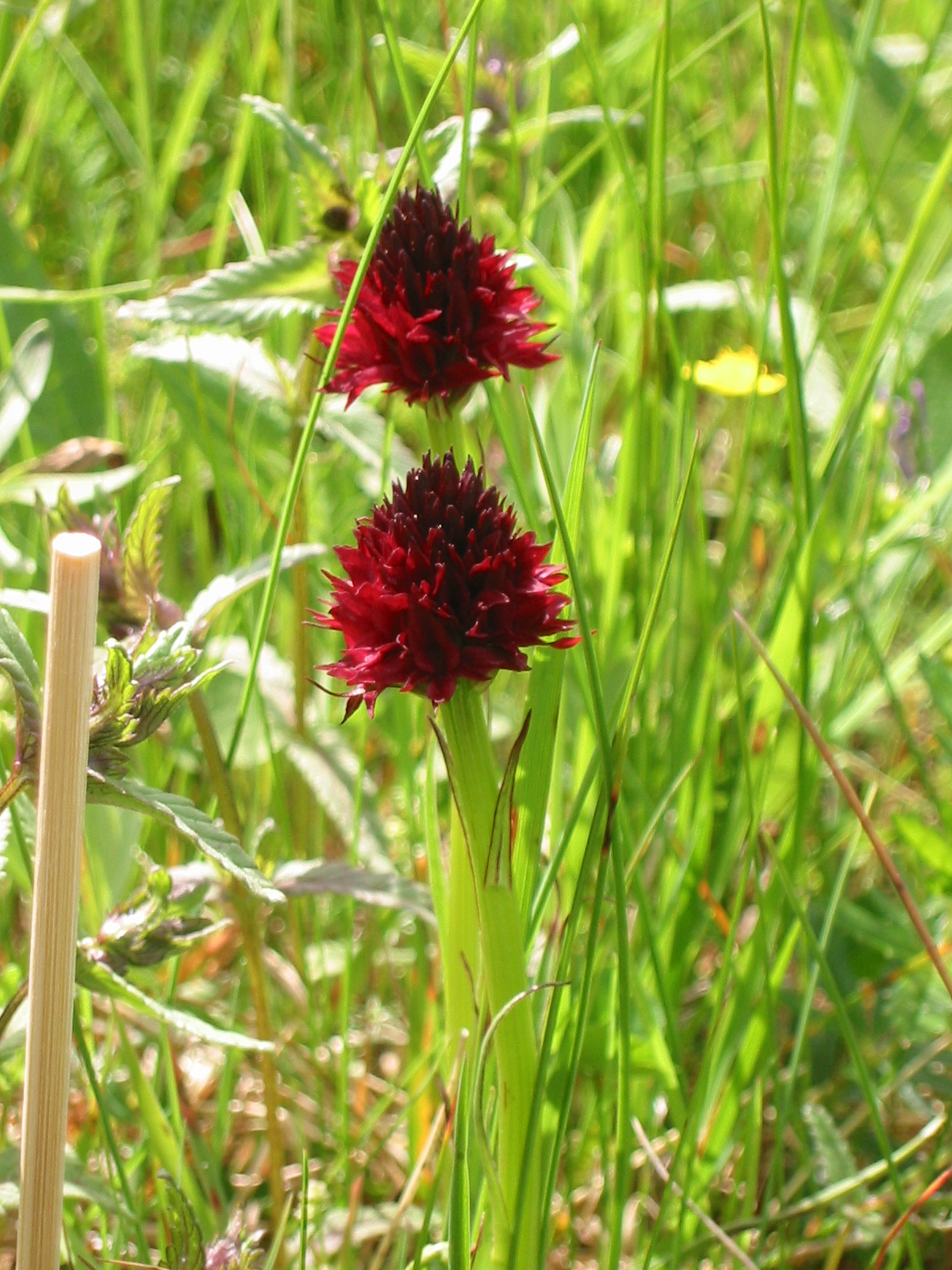
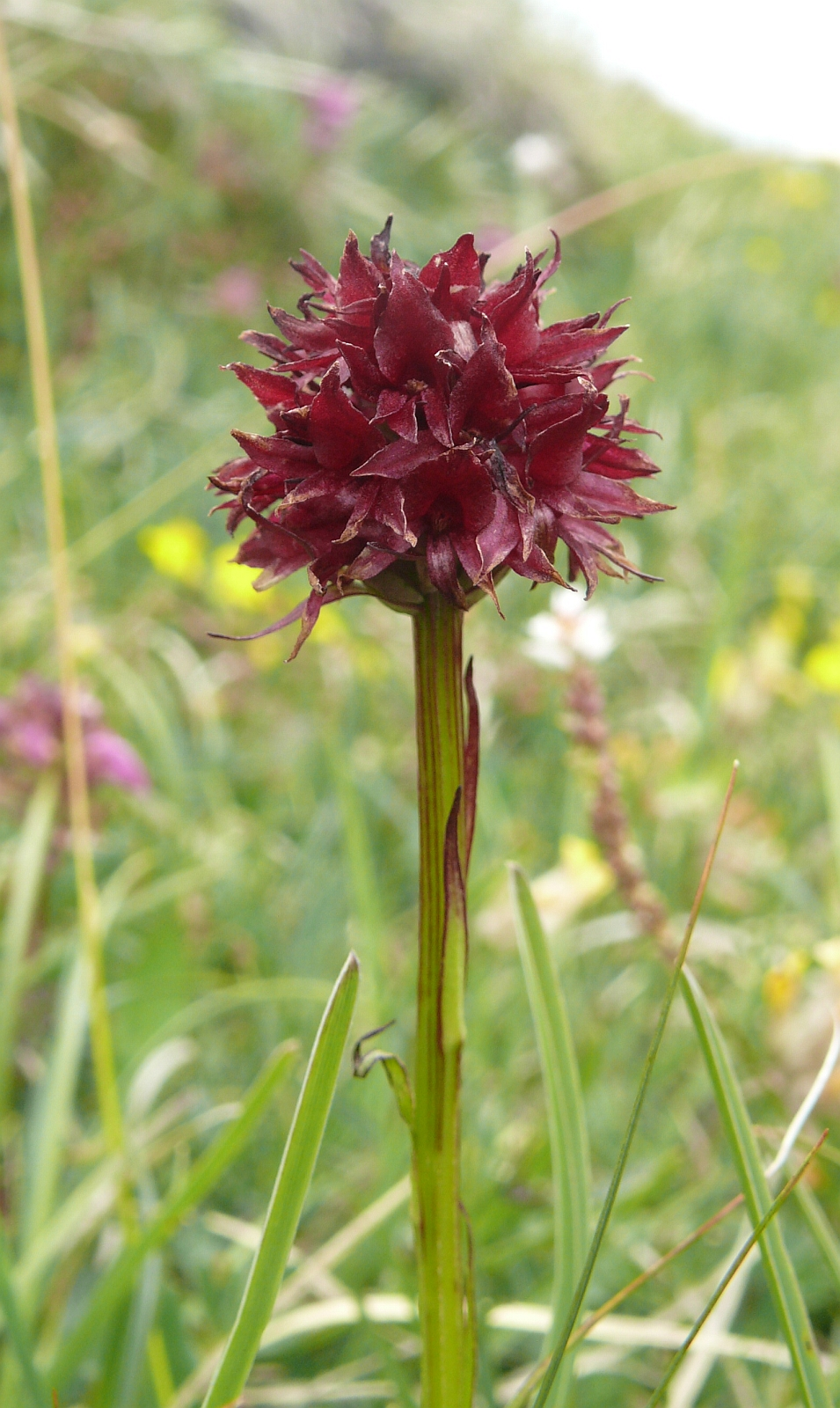
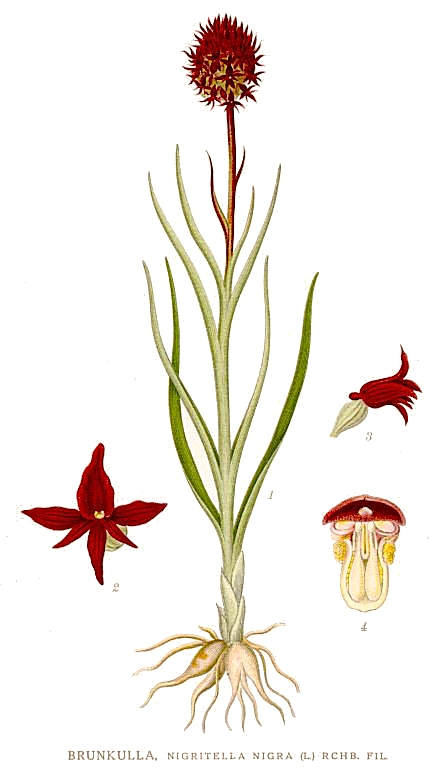
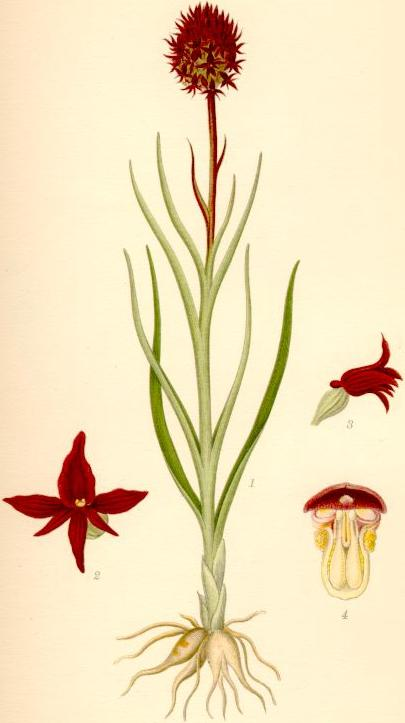